# 2163 Korczak
2163 Korczak è un asteroide della fascia principale. Scoperto nel 1971, presenta un'orbita caratterizzata da un semiasse maggiore pari a 3,1387534 UA e da un'eccentricità di 0,1913519, inclinata di 2,51096° rispetto all'eclittica.
L'asteroide è dedicato allo scrittore polacco Janusz Korczak, morto nel campo di sterminio di Treblinka.